# Patrick Yetman
Patrick Yetman, född 17 november 1980 i St. John's i Newfoundland och Labrador, är en kanadensisk före detta professionell ishockeyspelare. Under sin 13 säsonger långa proffskarriär representerade Yetman 15 olika klubbar. 2001 inledde han seniorkarriären i Nordamerika då han fram till 2003 spelade för Springfield Falcons och Hartford Wolf Pack i AHL, Augusta Lynx och Dayton Bombers i ECHL, samt Kansas City Blades i IHL.
Från och med säsongen 2003/04 tillbringade Yetman nästan hela karriären i Europa. De två första säsongerna tillbringa han med ESV Kaufbeuren i den tyska andraligan. De fyra efterföljande säsongerna representerade han norska Storhamar Dragons i Get-ligaen, kanadensiska Manitoba Moose i AHL, finska Pelicans i FM-ligan, samt Modo Hockey i Svenska hockeyligan. Säsongen 2005/06 vann han både poäng- och skytteligan i Norge (69 poäng, 42 mål). Yetman fortsatte sedan att byta klubbar under sina sista år som aktiv: efter spel i Västerås Hockey och Södertälje SK, spelade han två säsonger för Ässät i FM-ligan. Han lämnade Ässät under sin andra säsong i klubben för spel med Linköping HC i SHL, innan han avslutade karriären för spel med Örebro Hockey.

## Karriär
Yetman påbörjade sin seniorkarriär i slutet av säsongen 2000/01 då han spelade ett antal matcher för Augusta Lynx i ECHL och Kansas City Blades i IHL. Den efterföljande säsongen spelade han från start i ECHL med Lynx. Han spelade också ett antal matcher för Springfield Falcons i AHL, samt en match med Hartford Wolf Pack i Calder Cup-slutspelet. Säsongen 2002/03 representerade Yetman tre olika klubbar: Wolf Pack i AHL, samt Lynx och Dayton Bombers i ECHL. Efter tre säsonger i Nordamerika som senior, flyttade han till Europa inför säsongen 2003/04 och spelade sedan under två säsonger för ESV Kaufbeuren i den tyska andraligan. Under dessa två säsonger noterades Yetman för 104 poäng på 93 grundseriematcher (33 mål, 71 assist). Därefter lämnade han klubben för spel med Storhamar Dragons i norska Get-ligaen. I grundserien snittade Yetman ett mål per match och vann både poäng- och skytteligan i serien – på 42 matcher noterades han för 69 poäng (42 mål, 27 assist). Säsongen 2006/07 inledde Yetman med Manitoba Moose, med vilka han spelade fyra matcher. Därefter tillbringade han resten av säsongen med Pelicans i FM-ligan.
Den 8 augusti 2007 skrev Yetman ett ettårsavtal med Modo Hockey i SHL. Han började dock säsongen med spel i Storhamar Dragons där han på 11 matcher stod för 16 poäng. Yetman gjorde debut i SHL den 25 oktober 2007 och gjorde samtidigt sitt första SHL-mål, på Stefan Liv, då han fastställde slutresultatet till 3–2 i en förlustmatch mot HV71. Yetman missade de åtta sista matcherna av grundserien då han ådragit sig en hjärnskakning efter att ha blivit tacklad av Sanny Lindström i en match mot Timrå IK den 19 februari 2008. Totalt stod han för 30 poäng på 35 grundseriematcher och förlängde sitt avtal med Modo i mars samma år med ytterligare en säsong. Likt föregående säsong inledde Yetman säsongen med spel i Storhamar Dragons innan han anslöt till Modo.
I slutet av november 2009 skrev Yetman ett månadslångt avtal med Västerås Hockey, som han spelade åtta matcher för. På dessa matcher noterades han för tre mål och sex assistpoäng. Månaden därpå skrev han på för seriekonkurrenten Södertälje SK för resten av säsongen. Därefter lämnade Yetman Sverige och skrev den 29 augusti 2010 ett ettårsavtal med den finska klubben Ässät. Klubben förlängde avtalet med Yetman i december samma år med ytterligare en säsong. Han avslutade sedan sin andra säsong i klubben i förtid då han den 19 januari 2012 skrivit ett korttidsavtal med Linköping HC. Efter säsongen skrev Yetman ett ettårsavtal med Örebro HK i Hockeyallsvenskan. I slutet av september 2012 gjorde Yetman ett hat trick då Örebro besegrade Södertälje SK med 4–2. I början av december samma år bröt han armen och missade därför en stor del av säsongen. På 26 matcher stod Yetman för 25 poäng i Örebro, som blev hans sista proffsklubb.

## Statistik
| 2000–01           | Augusta Lynx        | ECHL              | 1   | 0  | 1  | 1  | 0  | —  | — | —  | —  | —  |
| 2000–01           | Kansas City Blades  | IHL               | 3   | 2  | 1  | 3  | 0  | —  | — | —  | —  | —  |
| 2001–02           | Augusta Lynx        | ECHL              | 61  | 25 | 23 | 48 | 18 | —  | — | —  | —  | —  |
| 2001–02           | Springfield Falcons | AHL               | 9   | 3  | 1  | 4  | 4  | —  | — | —  | —  | —  |
| 2001–02           | Hartford Wolf Pack  | AHL               | —   | —  | —  | —  | —  | 1  | 0 | 0  | 0  | 0  |
| 2002–03           | Hartford Wolf Pack  | AHL               | 28  | 5  | 6  | 11 | 6  | —  | — | —  | —  | —  |
| 2002–03           | Augusta Lynx        | ECHL              | 39  | 11 | 14 | 25 | 26 | —  | — | —  | —  | —  |
| 2002–03           | Dayton Bombers      | ECHL              | 4   | 0  | 2  | 2  | 0  | —  | — | —  | —  | —  |
| 2003–04           | ESV Kaufbeuren      | DEL2              | 43  | 18 | 36 | 54 | 26 | 8  | 4 | 5  | 9  | 6  |
| 2004–05           | ESV Kaufbeuren      | DEL2              | 50  | 15 | 35 | 50 | 24 | 10 | 7 | 13 | 20 | 2  |
| 2005–06           | Storhamar Dragons   | Get-ligaen        | 42  | 42 | 27 | 69 | 16 | 8  | 4 | 3  | 7  | 4  |
| 2006–07           | Manitoba Moose      | AHL               | 4   | 0  | 1  | 1  | 0  | —  | — | —  | —  | —  |
| 2006–07           | Pelicans            | FM-ligan          | 35  | 15 | 10 | 25 | 8  | 6  | 1 | 1  | 2  | 14 |
| 2007–08           | Storhamar Dragons   | Get-ligaen        | 11  | 5  | 11 | 16 | 18 | —  | — | —  | —  | —  |
| 2007–08           | Modo Hockey         | Elitserien        | 35  | 11 | 19 | 30 | 24 | 4  | 1 | 3  | 4  | 0  |
| 2008–09           | Storhamar Dragons   | Get-ligaen        | 8   | 6  | 0  | 6  | 0  | —  | — | —  | —  | —  |
| 2008–09           | Modo Hockey         | Elitserien        | 36  | 10 | 15 | 25 | 10 | —  | — | —  | —  | —  |
| 2009–10           | Västerås Hockey     | HA                | 8   | 3  | 6  | 9  | 2  | —  | — | —  | —  | —  |
| 2009–10           | Södertälje SK       | Elitserien        | 23  | 5  | 13 | 18 | 4  | 10 | 1 | 3  | 4  | 6  |
| 2010–11           | Ässät               | FM-ligan          | 56  | 12 | 11 | 23 | 51 | 5  | 1 | 0  | 1  | 2  |
| 2011–12           | Ässät               | FM-ligan          | 36  | 6  | 6  | 12 | 18 | —  | — | —  | —  | —  |
| 2011–12           | Linköpings HC       | Elitserien        | 13  | 3  | 2  | 5  | 6  | —  | — | —  | —  | —  |
| 2012–13           | Örebro HK           | HA                | 26  | 10 | 15 | 25 | 14 | —  | — | —  | —  | —  |
| FM-ligan totalt   | FM-ligan totalt     | FM-ligan totalt   | 127 | 33 | 27 | 60 | 77 | 11 | 2 | 1  | 3  | 16 |
| Elitserien totalt | Elitserien totalt   | Elitserien totalt | 107 | 29 | 49 | 78 | 44 | 14 | 2 | 6  | 8  | 6  |